# Joyce Cooper
Margaret Joyce (Joyce) Cooper (Brits-Ceylon, 18 april 1909 – Chichester, 22 juli 2002) was een Brits zwemster.

## Biografie

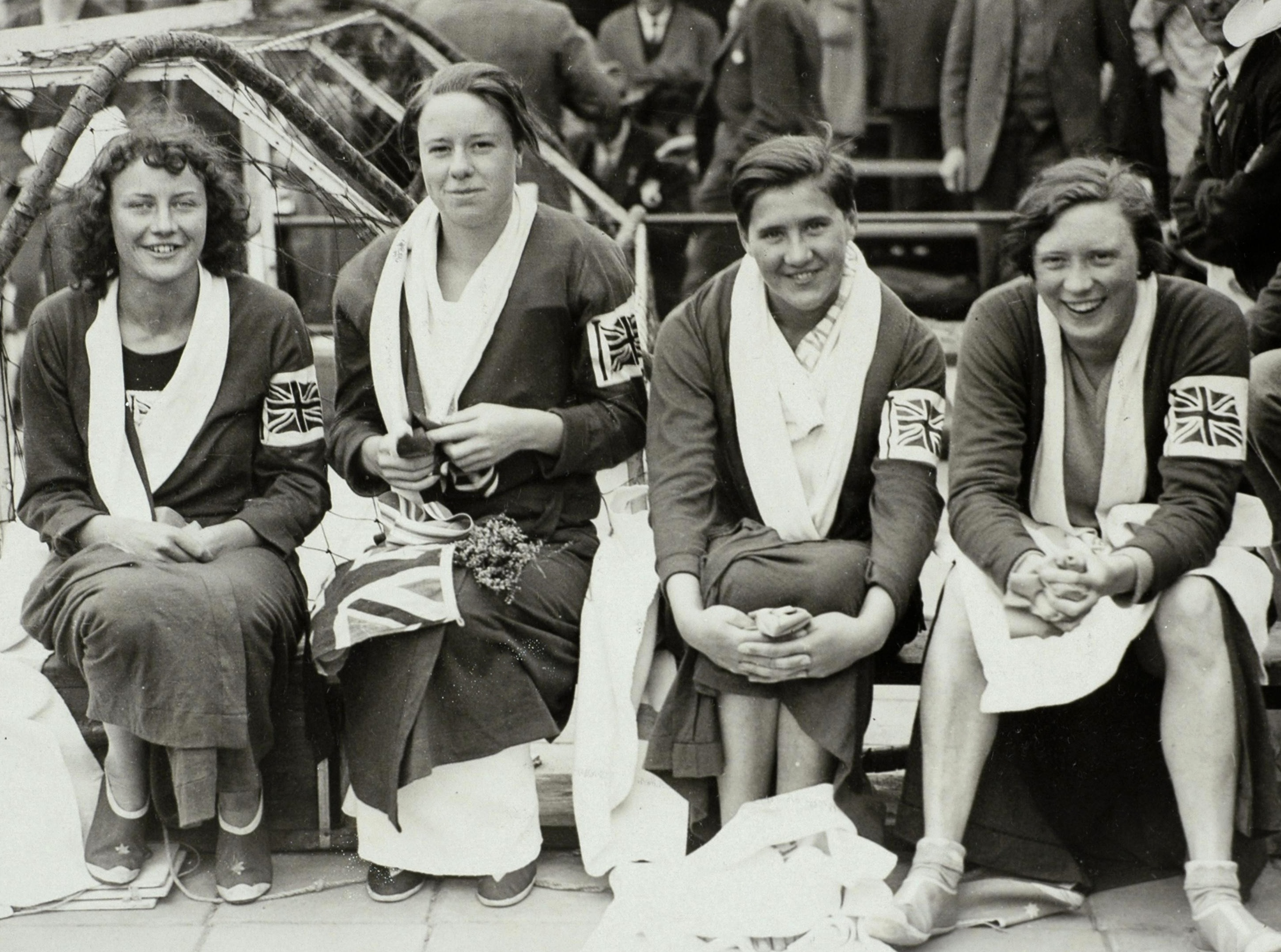
Het Britse vrouwenestafetteteam op de Spelen van 1928, v.l.n.r.: Cooper, Ellen King, Cissie Stewart en Vera Tanner

Cooper werd geboren in het toenmalige Brits-Ceylon (sinds 1972 Sri Lanka), waar haar vader een theeplantage had. In de Indische Oceaan leerde ze zwemmen.
Onder leiding van haar coach Bill Howcroft werd ze een van de succesvolste Britse zwemmers van de jaren 20 en 30. Ze won 19 nationale titels en had op een gegeven moment alle Britse records op de vrije slag (100-500 yards) op haar naam staan. Cooper deed mee aan twee Olympische Spelen, twee Europese kampioenschappen en de Gemenebestspelen in 1930.
Bij haar eerste deelname aan het EK in 1927 won ze goud op de 4x100 meter vrije slag-estafette en zilver op de 100 meter vrije slag. Een jaar later sleepte ze drie medailles in de wacht  op de Olympische Spelen in Amsterdam: zilver op de estafette-afstand en brons op de 100 meter vrije slag en op de 100 meter rugslag.
Ze werd in 1930 de ster van de Gemenebestspelen met vier gouden medailles. Op het EK van 1931 won ze drie keer zilver en één keer brons. Bij haar afsluitende Olympische Spelen in Los Angeles won ze slechts één bronzen medaille op de estafette. Op de 400 meter vrije slag was ze wel de snelste in de heats, maar omdat ze het keerpunt miste moest ze terug en werd ze vierde. Aangezien enkel de snelste drie naar de finale mochten, viel zij ondanks protesten af.
Cooper trouwde in 1934 met roeier John 'Felix' Badcock. Hun zoons Felix en David waren ook succesvol roeiers.
Ze werd in 1996 opgenomen in de International Swimming Hall of Fame. Cooper overleed in juli 2002.

## Erelijst
- EK 1927, 4x100 m vrije slag
- GS 1930, 100 yd vrije slag
- GS 1930, 400 yd vrije slag
- GS 1930, 100 yd rugslag
- GS 1930, 4x100 yd vrije slag
- EK 1927, 100 m vrije slag
- OS 1928, 4x100 m vrije slag
- EK 1931, 400 m vrije slag
- EK 1931, 100 m rugslag
- EK 1931, 4x100 m vrije slag
- OS 1928, 100 m vrije slag
- OS 1928, 100 m rugslag
- EK 1931, 100 m vrije slag
- OS 1932, 4x100 m vrije slag
- 4e OS 1932, 400 m vrije slag
- 6e OS 1932, 100 m rugslag
- 7e OS 1932, 100 m vrije slag